# Guilherme Kurtz
Guilherme Kurtz (* 27. August 1994) ist ein brasilianischer Leichtathlet, der sich auf den Mittelstreckenlauf spezialisiert hat. 

## Sportliche Laufbahn
Erste Erfahrungen bei internationalen Meisterschaften sammelte Guilherme Kurtz im Jahr 2019, als er bei den Südamerikameisterschaften in Lima in 1:50,40 min den neunten Platz im 800-Meter-Lauf belegte. 2021 klassierte er sich bei den Südamerikameisterschaften in Guayaquil mit 3:40,66 min auf dem vierten Platz über 1500 Meter und im Jahr darauf gewann er bei den Hallensüdamerikameisterschaften in Cochabamba in 3:57,58 min die Bronzemedaille hinter dem Bolivianer David Ninavia und José Daniel González aus Venezuela und auch über 800 m sicherte er sich in 1:52,71 min die Bronzemedaille hinter dem Venezolaner Lucirio Antonio Garrido und seinem Landsmann Eduardo Ribeiro. Im Mai gelangte er bei den Ibero-Amerikanischen Meisterschaften in La Nucia mit 1:46,80 min auf Rang vier über 800 Meter und im Oktober wurde er bei den Südamerikaspielen in Asunción in 1:48,21 min ebenfalls Vierter. Zudem gewann er dort über 1500 Meter in 3:41,58 min die Silbermedaille hinter dem Argentinier Federico Bruno. 2023 belegte er bei den Südamerikameisterschaften in São Paulo in 1:48,80 min den sechsten Platz über 800 Meter und gewann in 3:48,11 min die Silbermedaille über 1500 Meter hinter dem Argentinier Diego Lacamoire. Im Oktober wurde er bei den Straßenlauf-Weltmeisterschaften in Riga nach 4:02,75 min 18. über die Meile und im November gelangte er bei den Panamerikanischen Spielen in Santiago de Chile mit 3:42,50 min auf den zehnten Platz über 1500 Meter. Im Jahr darauf sicherte er sich bei den Hallensüdamerikameisterschaften in Cochabamba in 4:00,38 min die Silbermedaille über 1500 Meter hinter dem Bolivianer David Ninavia und belegte in 1:57,60 min den vierten Platz über 800 Meter. Im Mai belegte er bei den Ibero-Amerikanischen Meisterschaften in Cuiabá in 8:14,73 min den vierten Platz im 3000-Meter-Lauf und gelangte über 1500 Meter mit 3:46,59 min auf Rang sieben. 2025 gewann er bei den Südamerikameisterschaften in Mar del Plata in 3:42,79 min die Silbermedaille hinter dem Argentinier Diego Lacamoire.
In den Jahren von 2022 bis 2024 wurde Kurtz brasilianischer Meister im 1500-Meter-Lauf.

## Persönliche Bestzeiten
- 800 Meter: 1:46,15 min, 7. Mai 2023 in Bragança Paulista
  - 800 Meter (Halle): 1:52,71 min, 20. Februar 2022 in Cochabamba
- 1500 Meter: 3:39,72 min, 1. April 2022 in Concepción del Uruguay
  - 1500 Meter (Halle): 3:57,58 min, 19. Februar 2022 in Cochabamba
- 3000 Meter: 8:14,7 min, 9. September 2023 in Porto Alegre